# Ulica Lwowska we Wrocławiu
Ulica Lwowska we Wrocławiu (niem. Victoriastrasse albo Viktoriastrasse) – jedna z ulic Wrocławia, przecinająca w przybliżeniu równoleżnikowo osiedle Gajowice.

## Historia
W latach 1870. wytyczono pierwszy odcinek rozciągający się między ul. Powstańców Śląskich i ul. Zielińskiego. Jeszcze przed 1900 r. powstały kolejne fragmenty ulicy, jednak dopiero ok. 1905 r. zbudowano odcinek środkowy między ul. Zaporoską i ul. Zielińskiego. Od ok. 1905 r. aż do końca przynależności Wrocławia do Niemiec ulica ta miała za patronkę Wiktorię, żonę cesarza Fryderyka III, stanowiąc reprezentacyjną arterię, z wysokimi, eleganckimi kamienicami. W tym okresie na ulicy znajdowało się torowisko wykorzystywane przez regularne linie tramwajowe. W czasie oblężenia Wrocławia zabudowa ulicy została w przeważającej większości zniszczona i nie nadawała się do odbudowy, gdyż dzielnica była miejscem pierwszego natarcia Armii Czerwonej na Wrocław, a tym samym była bombardowana przez radzieckie wojsko oraz padła ofiarą wyburzeń niemieckich obrońców.
Po II wojnie światowej i przyłączeniu Wrocławia do Polski ulicy nadano nazwę ul. Lwowskiej. Po oczyszczeniu z ruin powstał ponad 100-hektarowy niezabudowany plac, który zaczęto zabudowywać dopiero w latach 1960. i 1970., w ramach Osiedla Gajowice, jednak nie zdecydowano się nie tylko na odbudowę przedwojennych kamienic, ale planując budowę osiedla budynków wielorodzinnych nie projektowano ich wzdłuż dawnej ulicy, a ustawiano je względem siebie pod różnymi kątami, choć jednak zazwyczaj zachowywano bieg większości dawnych ulic ze względu na prowadzone pod nimi instalacje.
W 1968 r. decyzją Miejskiej Rady Narodowej odcinek dawnej ul. Lwowskiej między ul. Zielińskiego i ul. Gwiaździstą formalnie zlikwidowano (powstało tam przedszkole), w efekcie czego ulica ponownie funkcjonowała jako dwa odrębne odcinki. W 1974 r. odcinek ul. Lwowskiej od ul. Powstańców Śląskich do ul. Komandorskiej nazwano ul. Radosną, ale kilka lat później ten fragment ulicy zlikwidowano i zabudowano blokami, a nazwę ul. Radosnej nadano odcinkowi ul. Pabianickiej położonemu na zachód od ul. Komandorskiej.
W następnych latach odcinki między ul. Zaporoską i ul. Zielińskiego oraz między ul. Gwiaździstą i ul. Powstańców Śląskich również pozbawiono nazwy – stało się to przed 1981 rokiem. Po latach zabudowy os. Południe w rejonie dawnej ul. Lwowskiej między ul. Gwiaździstą i ul. Powstańców Śląskich powstał niezagospodarowany teren o powierzchni około 4,5 ha, który był wykorzystywany do organizacji imprez masowych. Ten ostatni odcinek został także zlikwidowany fizycznie w 1997 r., prawdopodobnie z okazji przygotowywań do mszy odprawianej przy hotelu Wrocław przez ówczesnego papieża Jana Pawła II.
Teren między ul. Gwiaździstą i ul. Powstańców Śląskich przeznaczony został w XXI w. do sprzedaży, a jego nabywca planował zrealizować na nim w latach 2008–2011 kompleks Centrum Południowe, jednak inwestycja nie doszła do skutku. W 2018 r. nowy właściciel terenu, firma Skanska, zapowiedział odbudowę na swojej działce fragmentu ul. Lwowskiej w formie deptaka z fragmentem torowiska i fontanną – do lipca 2020 r. Był to efekt konsultacji społecznych zainicjowanych przez dewelopera wśród mieszkańców dzielnicy.
Po tych przemianach ul. Lwowska istnieje tylko na odcinku od ul. Pereca do ul. Zaporoskiej i ma ok. 1/3 dawnej długości, tj. ok. 460 m. Jedyną pozostałością dawnej części ulicy stał się fragment szyn tramwajowych w poprzek jezdni ul. Powstańców Śląskich.